# Episodi di Ironside (quinta stagione)
La quinta stagione della serie televisiva Ironside, composta da 26 episodi, è stata trasmessa negli Stati Uniti dal canale NBC dal 14 settembre 1971 al 9 marzo 1972.
| nº | Titolo originale                | Titolo italiano                 | Prima TV USA      | Prima TV Italia |
| -- | ------------------------------- | ------------------------------- | ----------------- | --------------- |
| 1  | The Priest Killer, part 1       | Piombo per un prete, parte 1    | 14 settembre 1971 |                 |
| 2  | The Priest Killer, part 2       | Piombo per un prete, parte 2    | 14 settembre 1971 |                 |
| 3  | Contract: Kill Ironside         | L'uomo d'affari                 | 21 settembre 1971 |                 |
| 4  | The Professionals               | I professionisti                | 28 settembre 1971 |                 |
| 5  | The Gambling Game               | Una falsa pista                 | 5 ottobre 1971    |                 |
| 6  | Ring of Prayer                  | Un'indagine oltre la percezione | 12 ottobre 1971   |                 |
| 7  | In the Line of Duty             | Un problema di correttezza      | 19 ottobre 1971   |                 |
| 8  | Joss Sticks and Wedding Bells   | Matrimonio in famiglia          | 26 ottobre 1971   |                 |
| 9  | Murder Impromptu                | Sipario per un omicidio         | 2 novembre 1971   |                 |
| 10 | Dear Fran                       | Un atroce equivoco              | 9 novembre 1971   |                 |
| 11 | If a Body See a Body            | Un cadavere immaginario         | 16 novembre 1971  |                 |
| 12 | The Good Samaritan              | Buon samaritano                 | 23 novembre 1971  |                 |
| 13 | Gentle Oaks                     | Ricoveri... su commissione      | 25 novembre 1971  |                 |
| 14 | License to Kill                 | Il giustiziere                  | 2 dicembre 1971   |                 |
| 15 | Class of '57                    | Un tuffo nel passato            | 16 dicembre 1971  |                 |
| 16 | No Motive for Murder            | Nessun motivo per uccidere      | 23 dicembre 1971  |                 |
| 17 | But When She Was Bad            | La trappola                     | 30 dicembre 1971  |                 |
| 18 | Unreasonable Facsimile          | Troppe facce per un indizio     | 6 gennaio 1972    |                 |
| 19 | Find a Victim                   | Crimine contro crimine          | 13 gennaio 1972   |                 |
| 20 | And Then There Was One          | I reduci del Vietnam            | 20 gennaio 1972   |                 |
| 21 | Death by the Numbers            | Nove misteriosi numeri          | 27 gennaio 1972   |                 |
| 22 | Bubble, Bubble, Toil and Murder | Complesso di colpa              | 3 febbraio 1972   |                 |
| 23 | Achilles' Heel                  | Il tallone di Achille           | 17 febbraio 1972  |                 |
| 24 | His Fiddlers Three              | Enigma tra le note              | 2 marzo 1972      |                 |
| 25 | A Man Named Arno                | Un uomo chiamato Arno           | 9 marzo 1972      |                 |